# Ania Rösler
Ania Rösler (* 14. Mai 1982 in Paris) ist eine ehemalige deutsche Handballspielerin.

## Karriere
Rösler begann bereits im Alter von vier Jahren mit dem Handballspielen bei der TuS Metzingen, wo sie anschließend 18 Jahre lang spielte. Ab 2004 stand die 1,76 m große Rückraumspielerin beim Bundesligisten 1. FC Nürnberg unter Vertrag, wo sie die Spielmacherposition innehatte und Kapitän war. Am 5. Februar 2009 gab sie bekannt, Nürnberg nach der Saison zu verlassen. Sie unterschrieb kurz darauf bei HC Leipzig. Im Sommer 2012 schloss sich Ania Rösler dem Zweitligisten SG BBM Bietigheim an, für die ihre Schwester Milena Rösler ebenfalls spielte. 2013 stieg sie mit der SG BBM in die Bundesliga auf. Nach der Saison 2013/14 schloss sie sich Frisch Auf Göppingen an. Ein Jahr später beendete sie ihre Karriere.

## Internationale Karriere
Sie absolvierte 57 Spiele für die deutsche Nationalmannschaft, ihr Länderspieldebüt hatte sie am 13. Oktober 2006 in Hamm gegen die Niederlande. Sie stand im Aufgebot der deutschen Nationalmannschaft für die Handball-Weltmeisterschaft der Frauen 2009 in China.

## Erfolge
- Deutsche Meisterin 2005, 2007, 2008, 2010
- DHB-Pokalsiegerin 2005
- 3. Weltmeisterschaft 2007
- 4. Platz Europameisterschaft 2008
- 3. Platz Juniorinnen-WM 2001
- 3. Platz Jugend-EM 1999